# 윤철남
윤철남(尹哲男, 1961년 10월 3일 ~ )은 대한민국의 제12대 경상북도의원이다.

## 학력
- 수비국민학교 졸업
- 수비중학교 졸업
- 영양고등학교 1년 수학 → 안동고등학교 졸업
- 경희대학교 경제학과 졸업
- 숭실대학교 노사관계대학원 경제학 석사 졸업

## 경력
- 서울특별시 공무원
- ㈜태평양화학
- ㈜한일생명보험
- ㈜남해화학 사장 비서
- 지방분권운동 영양군본부 준비위원장
- 국민의힘 영양군당원협의회 부위원장
- 2024.04 ~ 제12대 경상북도의회 의원
- 2024.04 ~ 2024.07 제12대 경상북도의회 전반기 행정보건복지위원회 위원
- 2024.07 ~ 제12대 경상북도의회 후반기 의회운영위원회 위원
- 2024.07 ~ 제12대 경상북도의회 후반기 문화환경위원회 위원
- 2024.07 ~ 제12대 경상북도의회 후반기 예산결산특별위원회 위원

## 역대 선거 결과
|  | 8.01% |

|  | 77.88% |